# Francisco Domingo Barbosa Da Silveira
Francisco Domingo Barbosa Da Silveira (* 26. März 1944 in Tambores, Uruguay; † 17. Juni 2015) war ein römisch-katholischer Geistlicher und Bischof von Minas.

## Leben
Nach seiner Schulzeit studierte Barbosa katholische Theologie. Nach Abschluss seines Studiums empfing er am 17. Juni 1972 die Priesterweihe. 
Papst Johannes Paul II. ernannte ihn am 6. März 2004 zum Bischof von Minas. Die Bischofsweihe spendete ihm der Apostolische Nuntius in Uruguay, Erzbischof Janusz Bolonek, am 8. Mai desselben Jahres. Mitkonsekratoren waren der Bischof von Salto, Daniel Gil Zorrilla SJ, und der Bischof von Maldonado-Punta del Este, Rodolfo Pedro Wirz Kraemer.
Barbosa wurde 2009 von zwei uruguayischen Häftlingen wegen homosexueller Akte erpresst. Am 1. Juli 2009 nahm Papst Benedikt XVI. sein Rücktrittsgesuch an.
Barbosa starb am 17. Juni 2015, dem 43. Jahrestag seiner Priesterweihe.